# Hawajka ostrodzioba
Hawajka ostrodzioba (Viridonia sagittirostris) – gatunek małego ptaka z rodziny łuszczakowatych (Fringillidae). Występował endemicznie na Hawaiʻi wzdłuż rzeki Wailuku. Ostatni raz odnotowany w 1901. Uznany za wymarły.

## Taksonomia
Po raz pierwszy gatunek opisał Walter Rothschild w 1892 na łamach „The Annals and magazine of natural history”. Nowemu gatunkowi nadał nazwę Viridonia sagittirostris, przy okazji opisując także nowy rodzaj Viridonia. Uznał, że należy on do rodziny miodojadów (Meliphagidae). Obecnie (2021) Międzynarodowy Komitet Ornitologiczny umieszcza hawajkę ostrodziobą w rodzinie łuszczakowatych, podtrzymuje nazwę nadaną przez Rothschilda. Nazwa rodzajowa Viridonia pochodzi od łacińskiego słowa viridis – „zielony”. Epitet gatunkowy sagittirostris oznacza dosłownie strzałodzioby, pochodzi od dwóch łacińskich słów: sagitta – „strzała” i rostrum – „dziób”. Możliwe, że hawajka ostrodzioba spokrewniona jest z rodzajem Aidemedia, znanym ze szczątków subfosylnych. Spreparowane okazy przechowywane są w zbiorach w Cambridge (Anglia), Cambridge (Massachusetts), Dreźnie, Honolulu, Los Angeles, Nowym Jorku, Tring i Waszyngtonie.

## Morfologia
Długość ciała wynosiła około 15 cm–17 cm. Hawajki ostrodziobe były powierzchownie podobne do hawajek zielonych (Chlorodrepanis virens). Według Pratta (2005) nie są znane różnice w upierzeniu między samcem a samicą ani też te zależne od wieku ptaka; zdaniem Rothschilda samice były bardziej matowe. Dziób był długi, ostro zakończony, niemal prosty. Miał barwę czarną, podobnie jak nogi, jednak nasada żuchwy była jasnoniebieska. Upierzenie w większości było jednolicie oliwkowe, ciemniejsze na grzbiecie, bardziej żółte na gardle i piersi. Kantarek czarny; poza nim nie występowały żadne wyróżniające się elementy upierzenia. Przybliżone wymiary szczegółowe według Rothschilda (oryginalne podane w calach): długość skrzydła 84 mm, długość górnej krawędzi dzioba 23 mm, długość ogona 53 mm, długość skoku 23 mm.

## Zasięg, ekologia i zachowanie
Hawajki ostrodziobe znane są jedynie z okolic rzeki Wailuku nieopodal Kaumana na wyspie Hawaiʻi, gdzie zostały odnotowane na wysokości 152–1220 m n.p.m. Ich zasięg obejmujący obszary nizinne jest unikatowy pośród hawajek. Występowały w wilgotnych lasach Metrosideros polymorpha (‘ohi‘a). Żywiły się bezkręgowcami, okazjonalnie zjadały również nektar. Zdobycz zbierały z pęknięć w korze M. polymorpha, z liści Freycinetia arborea (‘ie‘ie) i paproci. Henry C. Palmer i R.C.L. Perkins obserwowali hawajki ostrodziobe przebywające w parach. Najprawdopodobniej były to ptaki terytorialne. Odpowiadały na imitowane przez człowieka głosy.

## Status
IUCN uznaje hawajkę ostrodziobą za gatunek wymarły (EX, Extinct). W grudniu 1895 Perkins odłowił serię okazów, H.W. Henshaw pozyskał kolejne w 1900. Ostatniego osobnika odłowił A.M. Woolcott w 1901; miało to miejsce w okolicy strumienia Kaiwiki, na północ od rzeki Wailuku. Po 1901 nie było już żadnych doniesień. Prawdopodobnie główną przyczyną wymarcia była wycinka lasu, na miejsce którego powstała plantacja trzciny cukrowej.